# شورای جهانی هزاره
شورای جهانی هزاره یک نهاد مدنی، اجتماعی، فرهنگی و غیرانتفاعی است؛ که به منظور همبستگی درونی و پیشرفت و توسعه و دفاع از حقوق مدنی، فرهنگی، اجتماعی و سیاسی هزاره‌های جهان فعالیت می‌نماید.